# Chasmodia tridentata
Chasmodia tridentata är en skalbaggsart som beskrevs av Ohaus 1914. Chasmodia tridentata ingår i släktet Chasmodia och familjen Rutelidae. Inga underarter finns listade i Catalogue of Life.